# Wulfen (Anhalt)
Wulfen is een plaats en voormalige gemeente in de Duitse deelstaat Saksen-Anhalt, en maakt deel uit van de Landkreis Anhalt-Bitterfeld.
Wulfen telt 1.171 inwoners.